# Грданьці
Грданьці (хорв. Grdanjci) — населений пункт у Хорватії, у Загребській жупанії у складі міста Самобор.

## Населення
Населення за даними перепису 2011 року становило 307 осіб.
Динаміка чисельності населення поселення:

## Клімат
Середня річна температура становить 9,84 °C, середня максимальна – 23,78 °C, а середня мінімальна – -5,98 °C. Середня річна кількість опадів – 1075 мм.
| Клімат поселення                              | Клімат поселення | Клімат поселення | Клімат поселення | Клімат поселення | Клімат поселення | Клімат поселення | Клімат поселення | Клімат поселення | Клімат поселення | Клімат поселення | Клімат поселення | Клімат поселення | Клімат поселення |
| Показник                                      | Січ.             | Лют.             | Бер.             | Квіт.            | Трав.            | Черв.            | Лип.             | Серп.            | Вер.             | Жовт.            | Лист.            | Груд.            |                  |
| Середній максимум, °C                         | 6,11             | 7,54             | 11,63            | 15,68            | 20,52            | 23,78            | 22,36            | 21,77            | 18,01            | 12,97            | 7,44             | 3,92             |                  |
| Середня температура, °C                       | 0,06             | 1,51             | 5,60             | 9,64             | 14,48            | 17,75            | 19,46            | 18,85            | 15,11            | 10,07            | 4,54             | 1,00             |                  |
| Середній мінімум, °C                          | −5,98            | −4,52            | −0,46            | 3,60             | 8,44             | 11,70            | 16,56            | 15,97            | 12,21            | 7,17             | 1,65             | −1,9             |                  |
| Норма опадів, мм                              | 54               | 57               | 73               | 81               | 90               | 119              | 103              | 105              | 106              | 103              | 105              | 79               |                  |
| Середньомісячна швидкість вітру, м/с          | 1.64             | 1.79             | 2.19             | 2.10             | 1.99             | 1.80             | 1.70             | 1.60             | 1.55             | 1.62             | 1.72             | 1.70             |                  |
| Середньомісячна сонячна радіація, кДж/м²·день | 4150             | 6900             | 10426            | 14767            | 18849            | 20686            | 21540            | 18671            | 13818            | 8708             | 4587             | 3376             |                  |
| --------------------------------------------- | ---------------- | ---------------- | ---------------- | ---------------- | ---------------- | ---------------- | ---------------- | ---------------- | ---------------- | ---------------- | ---------------- | ---------------- | ---------------- |
| Джерело:                                      |                  |                  |                  |                  |                  |                  |                  |                  |                  |                  |                  |                  |                  |